# Melochia aristata
Melochia aristata är en malvaväxtart som beskrevs av Asa Gray. Melochia aristata ingår i släktet Melochia och familjen malvaväxter. Inga underarter finns listade i Catalogue of Life.